# Писарєв Василь Ілліч
Василь Ілліч Писарєв (10 січня 1900, тепер Волгоградська область, Російська Федерація — 30 квітня 1977, місто Москва, тепер Російська Федерація) — радянський діяч, 1-й заступник голови Ради міністрів Литовської РСР, надзвичайний і повноважний посол СРСР у Монгольській Народній Республіці. Член Бюро ЦК КП(б) Литви з 19 лютого 1949 до 11 червня 1953 року. Депутат Верховної ради СРСР 3-го скликання.

## Біографія
Член РКП(б). Перебував на відповідальній партійній і господарській роботі.
До 1944 року — заступник начальника Головного управління тваринництва Народного комісаріату землеробства СРСР.
У 1944—1946 роках — член Бюро ЦК ВКП(б) по Литві.
У 1946 — червні 1953 року — 1-й заступник голови Ради міністрів Литовської РСР.
6 листопада 1953 — 31 серпня 1957 року — надзвичайний і повноважний посол СРСР у Монгольській Народній Республіці.
У 1957 році — радник-посланник Посольства СРСР у Монгольській Народній Республіці.
У 1958—1962 роках — заступник завідувача V-го Європейського відділу Міністерства закордонних справ СРСР.
Потім — персональний пенсіонер.
Помер 30 квітня 1977 року в Москві, похований на цвинтарі поблизу Власихи.

## Нагороди
- два ордени Трудового Червоного Прапора
- два ордени Червоної Зірки (10.09.1945, 6.11.1945)
- медалі